# Phoenix Suns
I Phoenix Suns sono una delle trenta squadre di pallacanestro che militano nel massimo campionato professionistico statunitense, la National Basketball Association. Dal 1992 la loro casa è la PHX Arena (precedentemente nota come America West Arena, poi US Airways Center, poi Talking Stick Resort Arena e infine Footprint Center), nel centro di Phoenix. L'Arena è spesso definita come il "Palazzo Viola" per i suoi sedili viola.
I Suns hanno cominciato a giocare come squadra di espansione nel 1968. Dalla stagione di esordio ad oggi hanno disputato i play-off per 30 volte in 54 anni, fatto venti stagioni con 50 o più vittorie, partecipato dieci volte alla finale della Western Conference e raggiunto le finali NBA in tre occasioni: nel 1976, nel 1993 e nel 2021. Di conseguenza, in base alla loro percentuale vittorie-sconfitte, i Suns sono la franchigia più vincente a non aver mai conquistato un titolo NBA.

## Storia della franchigia

### Creazione
I Suns sono una delle due franchigie di espansione a debuttare in NBA nella stagione 1968-69 insieme ai Milwaukee Bucks. Sono stati la prima franchigia professionistica dello Stato dell'Arizona, e saranno anche l'unica per i successivi 20 anni fino a quando i Cardinals non si trasferiranno da St. Louis nel 1988. La squadra ha giocato per i primi 24 anni della sua storia sportiva nell'Arizona Veterans Memorial Coliseum, situato a nord-ovest del centro di Phoenix. La franchigia venne creata da una cordata guidata dagli imprenditori locali Karl Eller, Don Pitt, Don Diamond, Bhavik Darji, Marvin Meyer e Richard Bloch; facevano inoltre parte della numerosa cordata anche i conduttori televisivi Andy Williams, Bobbie Gentry e Ed Ames. 
In un primo momento ci furono molte critiche verso la scelta di sistemare la franchigia nella città di Phoenix, e fu in particolare l'allora commissario NBA J. Walter Kennedy a sottolinearlo, affermando al riguardo: "Phoenix è troppo calda, piccola e lontana rispetto alle altre città per poter essere un buon mercato per l'NBA". L'area metropolitana di Phoenix era tuttavia in rapida crescita e avrebbe ingaggiato negli anni a venire delle rivalità geografiche con le vicine città di Los Angeles, San Diego, San Francisco e Seattle.
A seguito delle continue sollecitazioni, il 22 gennaio 1968 il consiglio di amministrazione della NBA concesse l'autorizzazione ai Suns e ai Bucks di entrare nella NBA previo pagamento di una quota di iscrizione stimabile in 2 milioni di dollari dell'epoca. Il nome "Suns" venne scelto tra altri 28mila proposti in un concorso indetto dallo Stato dell'Arizona. Il vincitore si aggiudicò la somma di 1.000 dollari e un abbonamento per la stagione inaugurale. Il nome Suns ebbe la meglio sulle altre proposte che furono: Scorpions, Rattlers, Thunderbirds, Wranglers, Mavericks, Mustangs e Cougars. Stan Fabe, che possedeva un impianto commerciale di stampa a Tucson, disegnò lo stemma della squadra per soli 200 dollari, dopo che la squadra aveva pagato 5.000 dollari a un artista locale, senza ottenere però risultati soddisfacenti. Quello stemma, rappresentante un pallone da basket simile al sole, è ancora oggi uno dei loghi più conosciuti tra le franchigie della lega.
Nel draft di espansione 1968 spiccarono tra le scelte dei Suns i cestisti Gail Goodrich e Dick Van Arsdale.

### Gli inizi e primi successi fino alle Finals del 1976
Tra le prime mosse della dirigenza, viene ingaggiato Jerry Colangelo, allora osservatore dei Chicago Bulls (franchigia nata due anni prima), come direttore generale ad appena 28 anni e Red Kerr come allenatore. I Suns debuttano nel campionato NBA nella stagione 1968-69 con una vittoria ai danni dei Seattle SuperSonics nella serata di apertura. A differenza del primo anno dei Bulls, nel quale Colangelo e Kerr avevano portato la squadra a un bilancio di 33 vittorie, riuscendo a guadagnarsi un posto per i play-off (oltre a un Coach of the Year Award per Kerr), i Suns terminano il loro primo anno con un bilancio di 16-66, distante 25 partite dalla zona play-off. Sia Goodrich che Van Arsdale vengono convocati per l'All-Star Game nella loro prima stagione con i Suns. Goodrich avrebbe fatto ritorno dopo due anni con i Suns ai Los Angeles Lakers, mentre Van Arsdale avrebbe giocato con la maglia dei Suns per il resto della sua carriera, diventando in seguito anche allenatore della squadra di Phoenix. L'ultimo posto dei Suns li porta a un sorteggio per la prima scelta al draft con i Milwaukee Bucks. I Bucks vincono il sorteggio, acquisendo i diritti del centro da UCLA Kareem Abdul-Jabbar (allora conosciuto come Lew Alcindor); i Suns selezionano allora il centro Neal Walk dall'Università della Florida. Mentre i Bucks arriveranno a vincere il titolo nella stagione 1970-71 e alle finali 1974, i Suns non avrebbero raggiunto le finali fino al 1976. La stagione 1969-70 vede un miglioramento di risultati per i Suns, che chiudono con un bilancio di 39-43 ma vengono eliminati dai Los Angeles Lakers futuri campioni di Western Conference al primo turno dei play-off. Nelle due stagioni successive (1970-1971 e 1971-72) i Suns chiudono con un bilancio di 48 e 49 vittorie, ma non si qualificano per i play-off per entrambe le stagioni, non qualificandosi più fino al 1976.
23 maggio-6 giugno 1976
 Boston Celtics -  Phoenix Suns 98-87

 Boston Celtics -  Phoenix Suns 105-90

 Phoenix Suns -  Boston Celtics 105-98

 Phoenix Suns -  Boston Celtics 109-107 OT

 Boston Celtics -  Phoenix Suns 128-126 OT

 Phoenix Suns -  Boston Celtics 80-87
MVP: Jo Jo White
Nel 1976, accompagnati dall'uscita fortunata del film Rocky, provano ad applicare gli insegnamenti motivazionali di Sylvester Stallone direttamente sul campo: finiscono la stagione con un record di 40 vinte e 42 perse, ma battono i campioni NBA in carica Golden State Warriors nei play-off e si scontrano con i Boston Celtics nelle finali NBA, finendo sconfitti in 6 gare. La gara 5 continua fino a 3 supplementari, in una delle partite più emozionanti della storia NBA.

### La lenta ricostruzione degli anni ottanta
Dopo le finali del 1976 inizia per la franchigia un periodo di assestamento, con stagioni anonime e altalenanti aggravate da scandali legati a giri di droga soprattutto nei primi anni ottanta, con la conseguente difficoltà nel mettere d'accordo e organizzare uno spogliatoio difficile. Nonostante i problemi, la franchigia raggiunge le finali di Conference nel 1984 grazie al supporto di giocatori come Paul Westphal, Larry Nance, Maurice Lucas e Alvan Adams, venendo però sconfitta in 6 gare dai Los Angeles Lakers di Magic Johnson e Kareem Abdul-Jabbar.
Le sorti della franchigia iniziano a migliorare nel 1987 grazie ad uno scambio con i Cleveland Cavaliers che porta a Phoenix Kevin Johnson e Mark West, a cui faranno seguito l'anno successivo Tom Chambers da Seattle e la matricola Jeff Hornacek: da quell'anno comincerà per i Suns una serie positiva di 13 anni di play-off consecutivi destinata a durare fino al 2001. 
La fine degli anni ottanta vede una costante crescita di rendimento della franchigia grazie ai nuovi arrivi nel roster di un paio di anni prima, che garantisce ai Suns nel 1989 e nel 1990 il raggiungimento per due anni consecutivi delle finali ad Ovest, iniziando a creare la base per la squadra delle Finals di qualche anno dopo. Nel 1990 fa soprattutto scalpore la vittoria di Phoenix ai danni dei Los Angeles Lakers, prima che la squadra venga sconfitta dai Portland Trail Blazers nella finale di conference.

### Era Barkley: le Finals del 1993
9-20 giugno 1993
 Phoenix Suns -  Chicago Bulls 92-100

 Phoenix Suns -  Chicago Bulls 108-111

 Chicago Bulls -  Phoenix Suns 121-129 OT

 Chicago Bulls -  Phoenix Suns 111-105

 Chicago Bulls -  Phoenix Suns 98-108

 Phoenix Suns -  Chicago Bulls 98-99
MVP: Michael Jordan

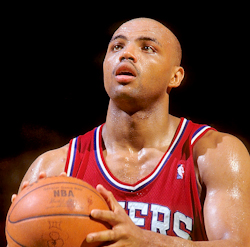
Charles Barkley

Nel 1992 i Suns si trasferiscono dal vecchio Arizona Veteran Memorial Coliseum in cui giocavano dalla fondazione, al nuovo Footprint Center, giusto in tempo per ammirare la squadra competere di nuovo nelle finals. A una squadra già buona, nel 1992 arriva infatti la ciliegina sulla torta. Dai Philadelphia 76ers giunge la forte ala Charles Barkley, reduce dalle vittoriose olimpiadi di Barcelona 1992 con il Dream Team della nazionale statunitense di pallacanestro. Un atleta destinato a entrare nella Hall of Fame e segnare il periodo Suns della prima metà degli anni novanta. Grazie all'apporto di "Sir Charles" più quello di altri ottimi giocatori come Kevin Johnson, Dan Majerle, Mark West e Tom Chambers, i Suns guidati da coach Paul Westphal si classificano primi nella regular season 1992-93 con ben 62 vittorie a cui segue un cammino trionfale nei play-off che li porta dritti alle seconde Finals della loro storia. La serie si conclude con una sconfitta in 6 gare contro i grandi Chicago Bulls trainati da Michael Jordan e Scottie Pippen
I due anni successivi vedono i Suns crollare nei playoffs per due volte contro gli Houston Rockets che vinceranno poi il titolo nel 1994 e nel 1995 tra i due three-peat dei Chicago Bulls. Nel 1996 Barkley viene scambiato proprio ai Rockets dove finirà la carriera e per i Suns inizia una spirale discendente, legata anche al ritiro del playmaker Kevin Johnson.
I Suns riescono comunque a raggiungere i playoffs fino al 2001 interrompendo una striscia che andava avanti dalla stagione 1988-89. Nel 2001 si segnala lo scambio di Jason Kidd che finisce ai New Jersey Nets per Stephon Marbury. Nel 2002 emerge invece la matricola Amar'e Stoudemire, che arriva direttamente dalla high school saltando il college; una decisione simile a quella presa qualche anno prima da Kevin Garnett e Kobe Bryant. Stoudemire vince il titolo di Matricola dell'anno e porta i Suns di nuovo nei play-off. La stagione 2003-04, tuttavia, vede ancora una volta i Suns fuori dai playoffs a causa di disastrosi scambi di giocatori e di cambi al vertice della società. Nell'aprile del 2004 sono venduti per 401 milioni di dollari a un gruppo di investimenti.

### Era Nash: gioco offensivo e veloce

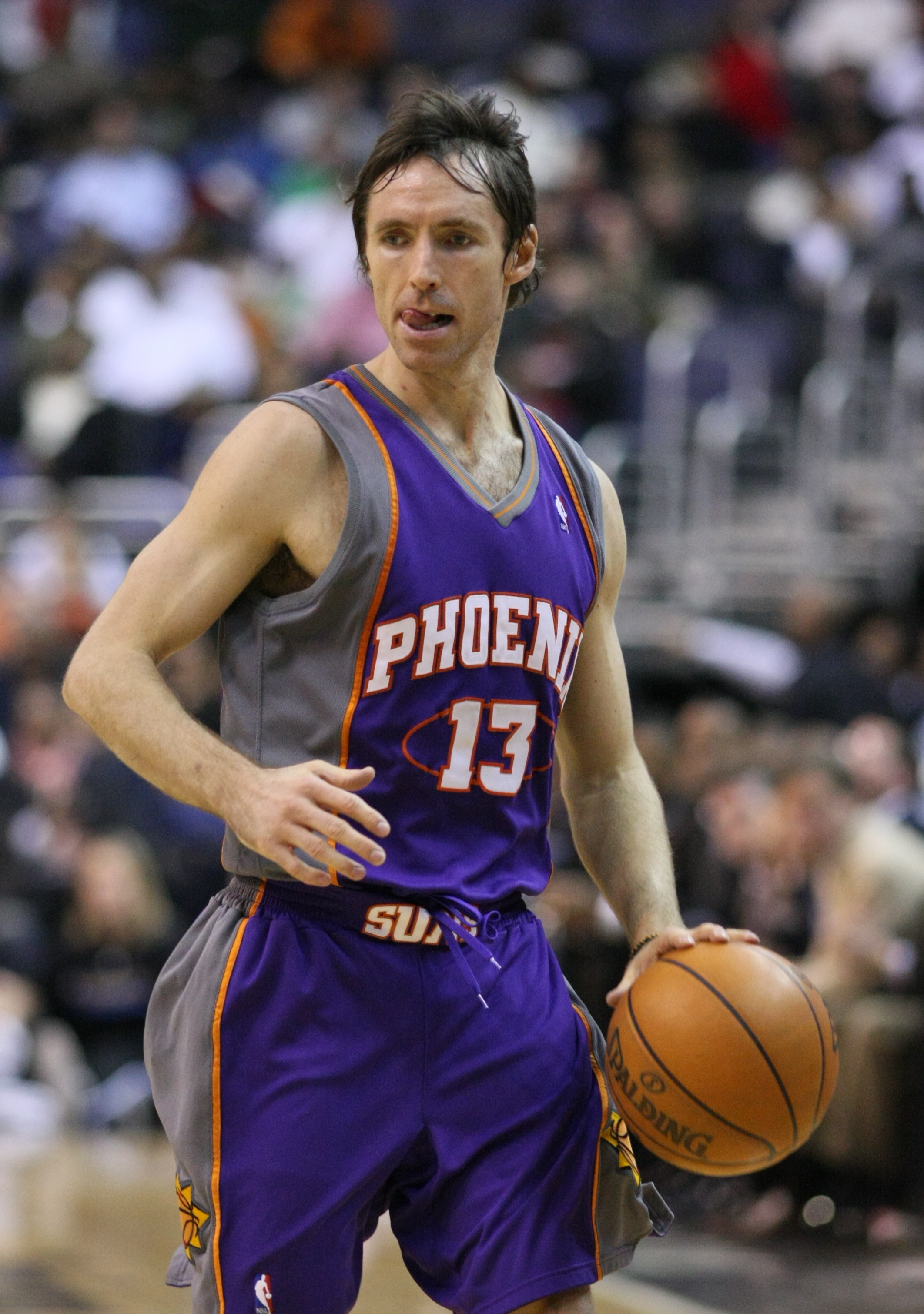
Steve Nash

Il triennio dal 2004 al 2007 diventa una tra i periodi più amati dai tifosi grazie al gioco di squadra creato dal nuovo coach Mike D'Antoni, con un'impostazione votata all'attacco e al tiro da tre punti, riuscendo a chiudere sempre la regular season con ottime percentuali di vittorie. Nel 2005 e nel 2006 i Suns sono però fermati nelle finali di Conference prima da San Antonio e poi da Dallas. Nel 2005 e nel 2006 Steve Nash vince inoltre l'MVP come miglior giocatore della Lega rendendolo a tutti gli effetti uno dei playmaker di riferimento nella storia della NBA. Dopo essere usciti in semifinale l'anno seguente, per l'annata 2007-08 i Suns piazzano il doppio colpo Grant Hill proveniente dagli Orlando Magic e a stagione iniziata il centro dei Miami Heat, Shaquille O'Neal in cambio di Shawn Marion e Marcus Banks, in uno degli scambi che hanno caratterizzato l'intera annata, ricca di operazioni di mercato importanti. La squadra arriva ai Playoff NBA ma dovrà soccombere al primo turno ancora una volta contro gli Spurs; vera bestia nera della franchigia di quegli anni. 
La dirigenza decide allora di optare per un cambio di rotta licenziando coach Mike D'Antoni e nominando Terry Porter come nuovo allenatore per la stagione 2008-09. Nonostante una buona partenza i risultati cominciano a lasciar spazio alle numerose sconfitte a causa anche dell'infortuno di Amar'e Stoudemire e, nel febbraio 2009 Terry Porter viene sostituito da Alvin Gentry. I Suns ricominciano a correre e a infilare valanghe di punti ma per i playoff è ormai tardi.

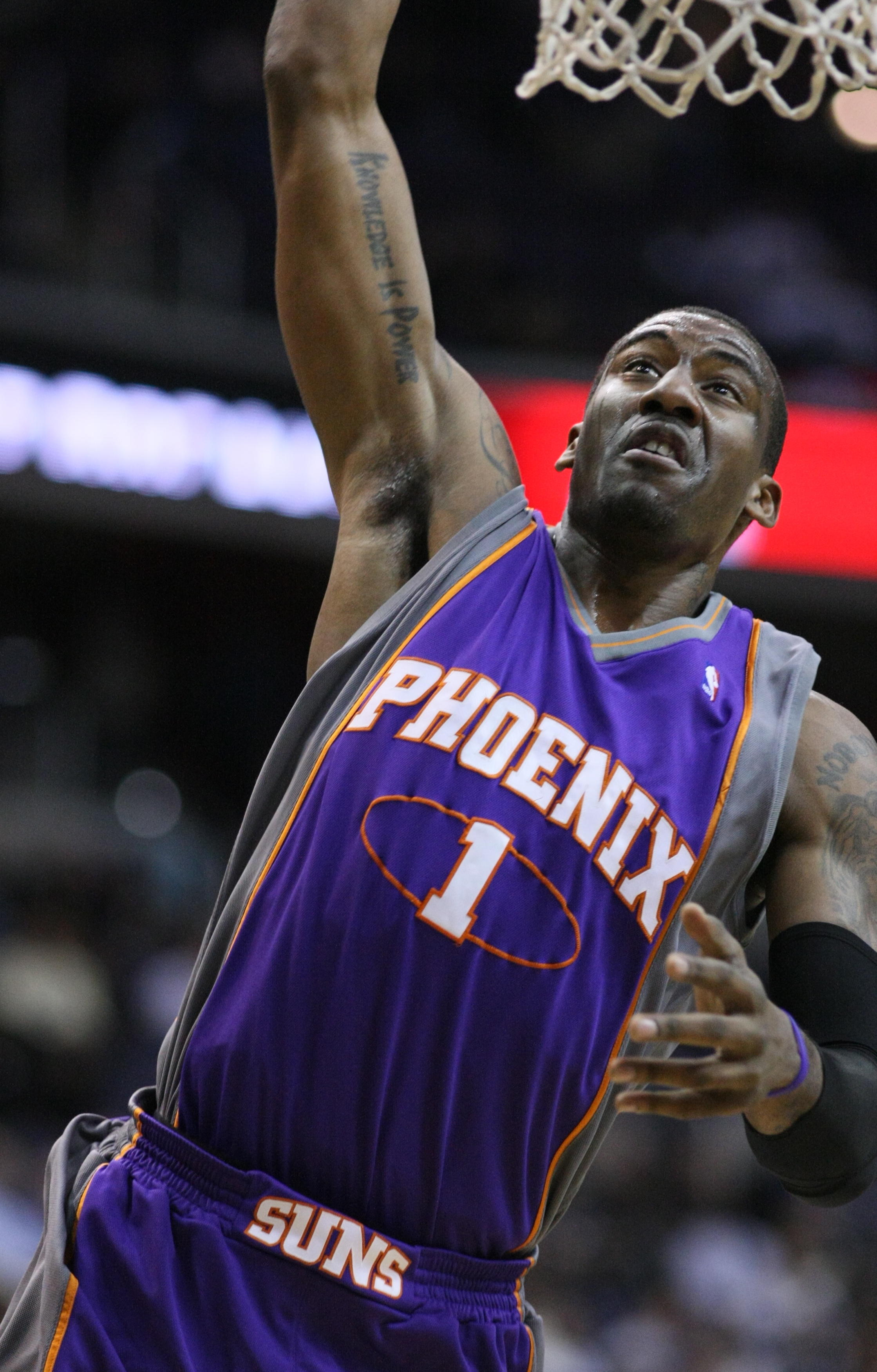
Amar'e Stoudemire

La stagione 2009-2010 terminata alla grande con una nuova finale di conference, persa 4-2 contro i Los Angeles Lakers, ha concluso un passo importante della storia di Phoenix, quella del duo Steve Nash - Amar'e Stoudemire; quest'ultimo passato nella pazza estate degli scambi 2010 alla corte del coach Mike D'Antoni ai New York Knicks. Per provare a rimanere ai vertici del basket NBA, i Phoenix Suns attuano dopo il 2010 diversi scambi sul mercato senza però riuscire a costruire nuovamente un roster in grado di ben figurare ai playoff.  Uno Steve Nash intramontabile che continua a trascinare la squadra non è ormai più sufficiente a garantire la competitività della franchigia.

### Transizione post Nash

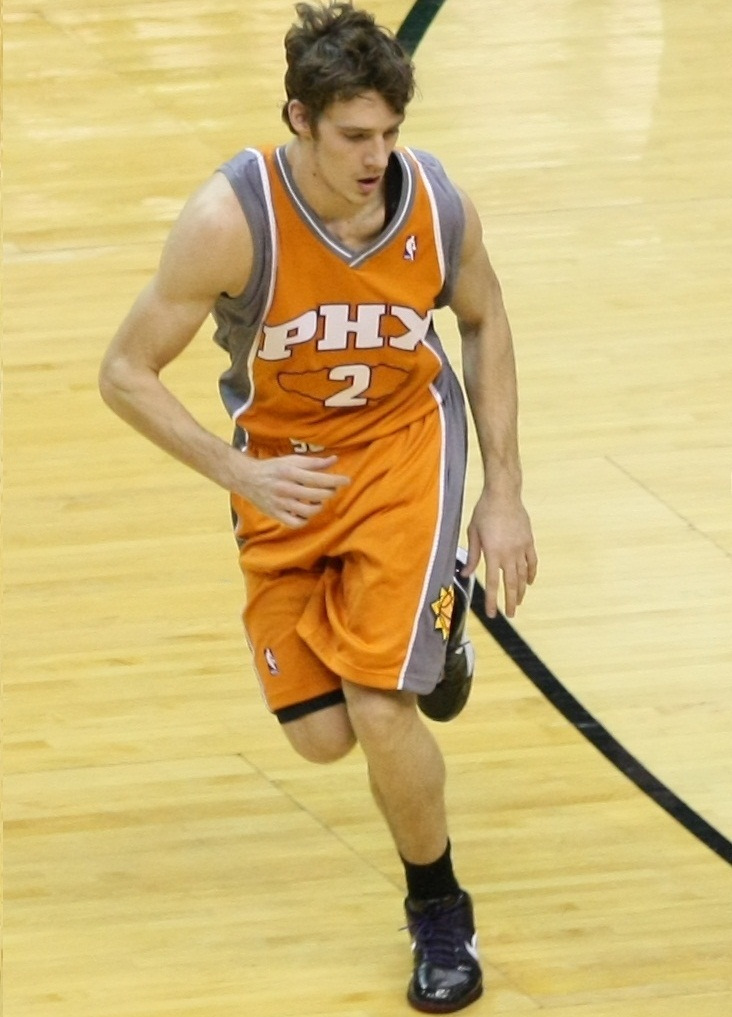
Goran Dragić

Stemma della squadra utilizzato fino al 2013

L'era di Steve Nash finisce nel 2012 con il passaggio ai Los Angeles Lakers in cambio delle prime scelte ai draft 2013 e 2015.  Sul mercato i Suns ingaggiano il playmaker Goran Dragić e le ali Michael Beasley e Luis Scola e successivamente il centro Jermaine O'Neal. Durante questa stagione diventano la quarta squadra in NBA a raggiungere 2000 vittorie grazie al successo per 97-81 contro i Chicago Bulls fuori casa. Il 18 gennaio 2013, a seguito di una striscia di 24 sconfitte consecutive, l'allenatore Alvin Gentry rassegna le sue dimissioni da capoallenatore; due giorni dopo viene nominato allenatore ad interim l'assistente Lindsey Hunter. I Suns chiudono la stagione con un disastroso bilancio di 25-57, che li fa classificare ultimi in Western Conference e quartultimi in NBA.
In seguito viene ingaggiato come allenatore Jeff Hornacek, ex giocatore dei Suns tra il 1986 e il 1992. Il progetto della squadra diventa quello di "tankare" per puntare a una delle prime scelte del draft 2014. L'esplosione di Dragić, Bledsoe e Gerald Green cambia però le strategie vista la possibilità concreta di puntare ai play-off dopo qualche anno. Per rafforzare la squadra, la dirigenza si mette alla ricerca di un lungo di peso, intavolando trattative per Pau Gasol e Joakim Noah senza successo. Proprio l'assenza di un lungo e l'alta competitività ad Ovest fanno gradualmente calare la squadra, che chiude la stagione appena fuori dai play-off. L'annata 2014-15 vede i Suns di nuovo estromessi da un posto nei play-off e a fine stagione il talentuoso Goran Dragić, uno degli elementi su cui si era puntato per la ricostruzione, decide di firmare per i Miami Heat. 

### Era Booker: ricostruzione e Finals 2021
Nel Draft 2015 i Suns selezionano con la tredicesima scelta la futura stella Devin Booker. Confermato lo staff tecnico, i Suns esonerano però a metà stagione coach Jeff Hornacek a causa delle poche vittorie, rimpiazzandolo con Earl Watson. Del tutto anonime anche le annate 2016-17 e 2017-18, che permettono però ai Suns di ingaggiare la prima scelta al successivo draft. Si tratta della prima volta nella storia che la franchigia dell'Arizona seleziona un giocatore con la scelta numero 1 del draft.
Il 22 giugno 2018 arriva la scelta numero uno; il centro Deandre Ayton che rappresenta negli intenti della dirigenza quel giocatore con cui iniziare la ricostruzione verso la competitività insieme a Devin Booker, che nel frattempo firma un'estensione di contratto a $158 milioni per 5 anni. La stagione finisce con un record negativo di 19-63, il peggiore della Western Conference.
I Suns cominciano a migliorare rispetto alle annate precedenti e, nonostante la squalifica per 25 gare di Deandre Ayton per doping, il 13 febbraio 2020 Booker viene selezionato come riserva all'All Star Game 2020, primo giocatore dei Suns dai tempi di Steve Nash a partecipare all'evento. In seguito alla sospensione della stagione per la pandemia, i Suns sono tra le 22 squadre invitate a giocare le ultime 8 partite della stagione regolare nella bolla di Orlando. Nonostante chiudano imbattuti, non riescono a chiudere il margine che li separa dalla qualificazione ai playoff, terminando la stagione con la mancata apparizione ai playoff per il decimo anno di fila.
6 luglio-20 luglio 2021
 Milwaukee Bucks -  Phoenix Suns 105-118

 Milwaukee Bucks -  Phoenix Suns 108-118

 Phoenix Suns -  Milwaukee Bucks 100-120

 Phoenix Suns -  Milwaukee Bucks 103-109

 Milwaukee Bucks -  Phoenix Suns 123-119

 Phoenix Suns -  Milwaukee Bucks 98-105
MVP: Giannīs Antetokounmpo
L'annata 2020-2021 rappresenta una svolta positiva per la franchigia, complice l'ingaggio del playmaker Chris Paul che ritrova così il suo coach ai tempi dei New Orleans Hornets, Monty Williams. L'arrivo del futuro hall of famer alza il livello del gioco e di mentalità della squadra, che chiude la regular season con il secondo miglior record stagionale con 51 vittorie e 21 sconfitte. Ai playoff la squadra elimina senza troppe difficoltà i campioni in carica dei Los Angeles Lakers 4-2, al secondo turno i Denver Nuggets con un sonoro 4-0 e alle finali di Conference i Los Angeles Clippers 4-2 privi di Kawhi Leonard per infortunio. Approdano alle terze Finals della loro storia e, dopo aver vinto le prime due gare in casa, subiscono la rimonta dei Milwaukee Bucks di Giannīs Antetokounmpo che chiudono la serie sul 4-2 lasciando un grande rimpianto in casa Suns; soprattutto per come era iniziata la serie. 
La stagione seguente le premesse per replicare un altro ottimo anno ci sono tutte. La squadra chiude alla grande la regular season con un bilancio di 64 vittorie e 18 sconfitte, record nella storia della franchigia, che fanno ben sperare per i playoff. Dopo aver eliminato al primo turno i Pelicans per 4-2, i Suns sono però eliminati in semifinale in gara 7 dai Dallas Mavericks di Luka Doncic.

## Arene
- Arizona Veterans Memorial Coliseum (1968-1992)
- Footprint Center (1992-presente)

## Evoluzione divisa
| Stagioni               | Divise      | Divise    | Divise       | Divise | Divise  | Divise |
| ---------------------- | ----------- | --------- | ------------ | ------ | ------- | ------ |
| Phoenix Suns (1973-92) | Casa        | Trasferta |              |        |         |        |
| Phoenix Suns (1992-00) | Casa        | Trasferta | Terza divisa |        |         |        |
| Phoenix Suns (2000-13) | Casa        | Trasferta | Terza divisa |        |         |        |
| Phoenix Suns (2013-17) | Trasferta   | Trasferta | Terza divisa |        |         |        |
| 2017-2018              | Association | Icon      | Statement    | City   |         |        |
| 2018-2019              | Association | Icon      | Statement    | City   |         |        |
| 2019-2020              | Association | Icon      | Statement    | City   |         |        |
| 2020-2022              | Association | Icon      | Statement    | City   |         |        |
| 2022-2023              | Association | Icon      | Statement    | City   | Classic |        |
| 2023-2024              | Association | Icon      | Statement    |        |         |        |

## Squadra attuale
| \| Pos. \| Num. \| Naz. \| Nome \| Altezza \| Peso \| Data nascita \| Provenienza \| \| ---- \| ---- \| ---- \| ---------------------- \| ------- \| ------ \| ------------ \| ------------------- \| \| G/AP \| 0 \| \| Dunn, Ryan \| 203 cm \| 98 kg \| 07-01-2003 \| Virginia \| \| AP \| 00 \| \| O'Neale, Royce \| 198 cm \| 103 kg \| 05-06-1993 \| Baylor \| \| G \| 1 \| \| Booker, Devin \| 196 cm \| 93 kg \| 30-10-1996 \| Kentucky \| \| C \| 2 \| \| Richards, Nick \| 213 cm \| 111 kg \| 29-11-1997 \| Kentucky \| \| AP \| 3 \| \| Brooks, Dillon \| 198 cm \| 102 kg \| 22-01-1996 \| Oregon \| \| G \| 4 \| \| Green, Jalen \| 193 cm \| 84 kg \| 09-09-2002 \| NBA G League Ignite \| \| G \| 8 \| \| Allen, Grayson \| 193 cm \| 90 kg \| 08-10-1995 \| Duke \| \| C \| 10 \| \| Maluach, Khaman \| 218 cm \| 113 kg \| 14-09-2006 \| Duke \| \| AG/C \| 11 \| \| Ighodaro, Oso (GL) \| 208 cm \| 107 kg \| 14-07-2002 \| Marquette \| \| P \| 12 \| \| Gillespie, Collin (TW) \| 190 cm \| 86 kg \| 25-06-1999 \| Villanova \| \| G \| 14 \| \| Brea, Koby \| 201 cm \| 98 kg \| 06-11-2002 \| Kentucky \| \| C \| 15 \| \| Williams, Mark \| 213 cm \| 110 kg \| 16-12-2001 \| Duke \| \| AG \| 20 \| \| Fleming, Rasheer \| 206 cm \| 109 kg \| 10-07-2004 \| Saint Joseph’s \| \| AG \| 21 \| \| Hayes-Davis, Nigel \| 203 cm \| 103 kg \| 16-12-1994 \| Winscosin \| \| G \| \| \| Goodwin, Jordan (TW) \| 193 cm \| 91 kg \| 23-10-1998 \| Saint Louis \| \| P \| \| \| Butler, Jared \| 191 cm \| 88 kg \| 25-08-2000 \| Baylor \| \| A \| \| \| Livers, Isaiah \| 198 cm \| 105 kg \| 28-07-1998 \| Michigan \| | Allenatore - Jordan Ott Assistente/i - Chaisson Allen - DeMarre Carroll - John Little - Jesse Mermuys - Brian Randle Legenda - (C) Capitano - (FA) Free agent - (S) Sospeso - (DP) Scelta non firmata - (GL) Assegnato a squadra G League affiliata - (TW) Contratto Two-way - Infortunato Roster • Transazioni · Ultima transazione: 25 luglio 2025 |                          |                        |         |        |              |                     |
| Pos. | Num. | Naz.                     | Nome                   | Altezza | Peso   | Data nascita | Provenienza         |
| G/AP | 0 | Stati Uniti (bandiera)   | Dunn, Ryan             | 203 cm  | 98 kg  | 07-01-2003   | Virginia            |
| AP | 00 | Stati Uniti (bandiera)   | O'Neale, Royce         | 198 cm  | 103 kg | 05-06-1993   | Baylor              |
| G | 1 | Stati Uniti (bandiera)   | Booker, Devin          | 196 cm  | 93 kg  | 30-10-1996   | Kentucky            |
| C | 2 | Giamaica (bandiera)      | Richards, Nick         | 213 cm  | 111 kg | 29-11-1997   | Kentucky            |
| AP | 3 | Canada (bandiera)        | Brooks, Dillon         | 198 cm  | 102 kg | 22-01-1996   | Oregon              |
| G | 4 | Stati Uniti (bandiera)   | Green, Jalen           | 193 cm  | 84 kg  | 09-09-2002   | NBA G League Ignite |
| G | 8 | Stati Uniti (bandiera)   | Allen, Grayson         | 193 cm  | 90 kg  | 08-10-1995   | Duke                |
| C | 10 | Sudan del Sud (bandiera) | Maluach, Khaman        | 218 cm  | 113 kg | 14-09-2006   | Duke                |
| AG/C | 11 | Stati Uniti (bandiera)   | Ighodaro, Oso (GL)     | 208 cm  | 107 kg | 14-07-2002   | Marquette           |
| P | 12 | Stati Uniti (bandiera)   | Gillespie, Collin (TW) | 190 cm  | 86 kg  | 25-06-1999   | Villanova           |
| G | 14 | Stati Uniti (bandiera)   | Brea, Koby             | 201 cm  | 98 kg  | 06-11-2002   | Kentucky            |
| C | 15 | Stati Uniti (bandiera)   | Williams, Mark         | 213 cm  | 110 kg | 16-12-2001   | Duke                |
| AG | 20 | Stati Uniti (bandiera)   | Fleming, Rasheer       | 206 cm  | 109 kg | 10-07-2004   | Saint Joseph’s      |
| AG | 21 | Stati Uniti (bandiera)   | Hayes-Davis, Nigel     | 203 cm  | 103 kg | 16-12-1994   | Winscosin           |
| G | | Stati Uniti (bandiera)   | Goodwin, Jordan (TW)   | 193 cm  | 91 kg  | 23-10-1998   | Saint Louis         |
| P | | Stati Uniti (bandiera)   | Butler, Jared          | 191 cm  | 88 kg  | 25-08-2000   | Baylor              |
| A | | Stati Uniti (bandiera)   | Livers, Isaiah         | 198 cm  | 105 kg | 28-07-1998   | Michigan            |

## Record stagione per stagione
Il 10 novembre 1990 i Suns sconfissero i Denver Nuggets segnando 107 punti solo nel primo tempo: si tratta di record NBA.
| Campione NBA | Campione di Conference | Campione di Division |

| Stagione     | V    | P    | %    | Playoff                                                                                | Risultato                                                                                  |
| ------------ | ---- | ---- | ---- | -------------------------------------------------------------------------------------- | ------------------------------------------------------------------------------------------ |
| Phoenix Suns |      |      |      |                                                                                        |                                                                                            |
| 1968-69      | 16   | 66   | 19,5 |                                                                                        |                                                                                            |
| 1969-70      | 39   | 43   | 47,6 | Perde Semifinali Division                                                              | LA Lakers 4, Phoenix 3                                                                     |
| 1970-71      | 48   | 34   | 58,5 |                                                                                        |                                                                                            |
| 1971-72      | 49   | 33   | 59,8 |                                                                                        |                                                                                            |
| 1972-73      | 38   | 44   | 46,3 |                                                                                        |                                                                                            |
| 1973-74      | 30   | 52   | 36,6 |                                                                                        |                                                                                            |
| 1974-75      | 32   | 50   | 39,0 |                                                                                        |                                                                                            |
| 1975-76      | 42   | 40   | 51,2 | Vince Semifinali Conference Vince Finali Conference Perde Finali NBA                   | Phoenix 4, Seattle 2 Phoenix 4, Golden State 3 Boston 4, Phoenix 2                         |
| 1976-77      | 34   | 48   | 41,5 |                                                                                        |                                                                                            |
| 1977-78      | 49   | 33   | 59,8 | Perde 1º Turno                                                                         | Milwaukee 2, Phoenix 0                                                                     |
| 1978-79      | 50   | 32   | 61,0 | Vince 1º Turno Vince Semifinali Conference Perde Finali Conference                     | Phoenix 2, Portland 1 Phoenix 4, Kansas City 1 Seattle 4, Phoenix 3                        |
| 1979-80      | 55   | 27   | 67,1 | Vince 1º Turno Perde Semifinali Conference                                             | Phoenix 2, Kansas City 1 LA Lakers 4, Phoenix 1                                            |
| 1980-81      | 57   | 25   | 69,5 | Perde Semifinali Conference                                                            | Kansas City 4, Phoenix 3                                                                   |
| 1981-82      | 46   | 36   | 56,1 | Vince 1º Turno Perde Semifinali Conference                                             | Phoenix 2, Denver 1 LA Lakers 4, Phoenix 0                                                 |
| 1982-83      | 53   | 29   | 64,6 | Perde 1º Turno                                                                         | Denver 2, Phoenix 1                                                                        |
| 1983-84      | 41   | 41   | 50,0 | Vince 1º Turno Vince Semifinali Conference Perde Finali Conference                     | Phoenix 3, Portland 2 Phoenix 4, Utah 2 LA Lakers 4, Phoenix 2                             |
| 1984-85      | 36   | 46   | 43,9 | Perde 1º Turno                                                                         | LA Lakers 3, Phoenix 0                                                                     |
| 1985-86      | 32   | 50   | 39,0 |                                                                                        |                                                                                            |
| 1986-87      | 36   | 46   | 43,9 |                                                                                        |                                                                                            |
| 1987-88      | 24   | 54   | 34,1 |                                                                                        |                                                                                            |
| 1988-89      | 55   | 27   | 67,1 | Vince 1º Turno Vince Semifinali Conference Perde Finali Conference                     | Phoenix 3, Denver 0 Phoenix 4, Golden State 1 LA Lakers 4, Phoenix 0                       |
| 1989-90      | 54   | 28   | 65,9 | Vince 1º Turno Vince Semifinali Conference Perde Finali Conference                     | Phoenix 3, Utah 2 Phoenix 4, LA Lakers 1 Portland 4, Phoenix 2                             |
| 1990-91      | 55   | 27   | 67,1 | Perde 1º Turno                                                                         | Utah 3, Phoenix 1                                                                          |
| 1991-92      | 53   | 29   | 64,6 | Vince 1º Turno Perde Semifinali Conference                                             | Phoenix 3, San Antonio 0 Portland 4, Phoenix 1                                             |
| 1992-93      | 62   | 20   | 75,6 | Vince 1º Turno Vince Semifinali Conference Vince Finali Conference Perde Finali NBA    | Phoenix 3, LA Lakers 2 Phoenix 4, San Antonio 2 Phoenix 4, Seattle 3 Chicago 4, Phoenix 2  |
| 1993-94      | 56   | 26   | 68,3 | Vince 1º Turno Perde Semifinali Conference                                             | Phoenix 3, Golden State 0 Houston 4, Phoenix 3                                             |
| 1994-95      | 59   | 23   | 72,0 | Vince 1º Turno Perde Semifinali Conference                                             | Phoenix 3, Portland 0 Houston 4, Phoenix 3                                                 |
| 1995-96      | 41   | 41   | 50,0 | Perde 1º Turno                                                                         | San Antonio 3, Phoenix 1                                                                   |
| 1996-97      | 40   | 42   | 48,8 | Perde 1º Turno                                                                         | Seattle 3, Phoenix 2                                                                       |
| 1997-98      | 56   | 26   | 68,3 | Perde 1º Turno                                                                         | San Antonio 3, Phoenix 1                                                                   |
| 1998-99      | 27   | 23   | 54,0 | Perde 1º Turno                                                                         | Portland 3, Phoenix 0                                                                      |
| 1999-00      | 53   | 29   | 64,6 | Vince 1º Turno Perde Semifinali Conference                                             | Phoenix 3, San Antonio 1 LA Lakers 4, Phoenix 1                                            |
| 2000-01      | 51   | 31   | 62,3 | Perde 1º Turno                                                                         | Sacramento 3, Phoenix 1                                                                    |
| 2001-02      | 36   | 46   | 43,9 |                                                                                        |                                                                                            |
| 2002-03      | 44   | 38   | 53,7 | Perde 1º Turno                                                                         | San Antonio 4, Phoenix 2                                                                   |
| 2003-04      | 29   | 53   | 35,4 |                                                                                        |                                                                                            |
| 2004-05      | 62   | 20   | 75,6 | Vince 1º Turno Vince Semifinali Conference Perde Finali Conference                     | Phoenix 4, Memphis 0 Phoenix 4, Dallas 2 San Antonio 4, Phoenix 1                          |
| 2005-06      | 54   | 28   | 65,9 | Vince 1º Turno Vince Semifinali Conference Perde Finali Conference                     | Phoenix 4, LA Lakers 3 Phoenix 4, LA Clippers 3 Dallas 4, Phoenix 2                        |
| 2006-07      | 61   | 21   | 74,4 | Vince 1º Turno Perde Semifinali Conference                                             | Phoenix 4, LA Lakers 1 San Antonio 4, Phoenix 2                                            |
| 2007-08      | 55   | 27   | 67,1 | Perde 1º Turno                                                                         | San Antonio 4, Phoenix 1                                                                   |
| 2008-09      | 46   | 36   | 56,1 |                                                                                        |                                                                                            |
| 2009-10      | 54   | 28   | 65,9 | Vince 1º Turno Vince Semifinali Conference Perde Finali Conference                     | Phoenix 4, Portland 2 Phoenix 4, San Antonio 0 LA Lakers 4, Phoenix 2                      |
| 2010-11      | 40   | 42   | 48,8 |                                                                                        |                                                                                            |
| 2011-12      | 33   | 33   | 50,0 |                                                                                        |                                                                                            |
| 2012-13      | 25   | 57   | 30,5 |                                                                                        |                                                                                            |
| 2013-14      | 48   | 34   | 58,5 |                                                                                        |                                                                                            |
| 2014-15      | 39   | 43   | 47,6 |                                                                                        |                                                                                            |
| 2015-16      | 23   | 59   | 28,0 |                                                                                        |                                                                                            |
| 2016-17      | 24   | 58   | 29,3 |                                                                                        |                                                                                            |
| 2017-18      | 21   | 61   | 25,6 |                                                                                        |                                                                                            |
| 2018-19      | 19   | 63   | 23,2 |                                                                                        |                                                                                            |
| 2019-20      | 34   | 39   | 46,6 |                                                                                        |                                                                                            |
| 2020-21      | 51   | 21   | 70,8 | Vince 1º Turno Vince Semifinali Conference Vince Finale di Conference Perde Finali NBA | Phoenix 4, LA Lakers 2 Phoenix 4, Denver 0 Phoenix 4, LA Clippers 2 Milwaukee 4, Phoenix 2 |
| 2021-22      | 64   | 18   | 78.0 | Vince 1º Turno Perde Semifinali di Conference                                          | Phoenix 4, New Orleans 2 Dallas 4, Phoenix 3                                               |
| 2022-23      | 45   | 37   | 54,9 | Vince 1º Turno Perde Semifinali Conference                                             | Phoenix 4, LA Clippers 1 Denver 4, Phoenix 2                                               |
| 2023-24      | 49   | 33   | 59,8 | Perde 1º Turno                                                                         | Minnesota 4, Phoenix 0                                                                     |
| 2024-25      | 36   | 46   | 43,9 |                                                                                        |                                                                                            |
| Totale       | 2465 | 2142 | 53,5 |                                                                                        |                                                                                            |
| Playoffs     | 160  | 164  | 49,4 |                                                                                        |                                                                                            |

## Palmarès
| Palmarès Phoenix Suns |        |                                                                                        |
|                       | Titoli | Anni                                                                                   |
| Titoli di Conference  | 3      | 1976, 1993, 2021                                                                       |
| Titoli di Division    | 8      | 1980-1981, 1992-1993, 1994-1995, 2004-2005, 2005-2006, 2006-2007, 2020-2021, 2021-2022 |

## Cestisti

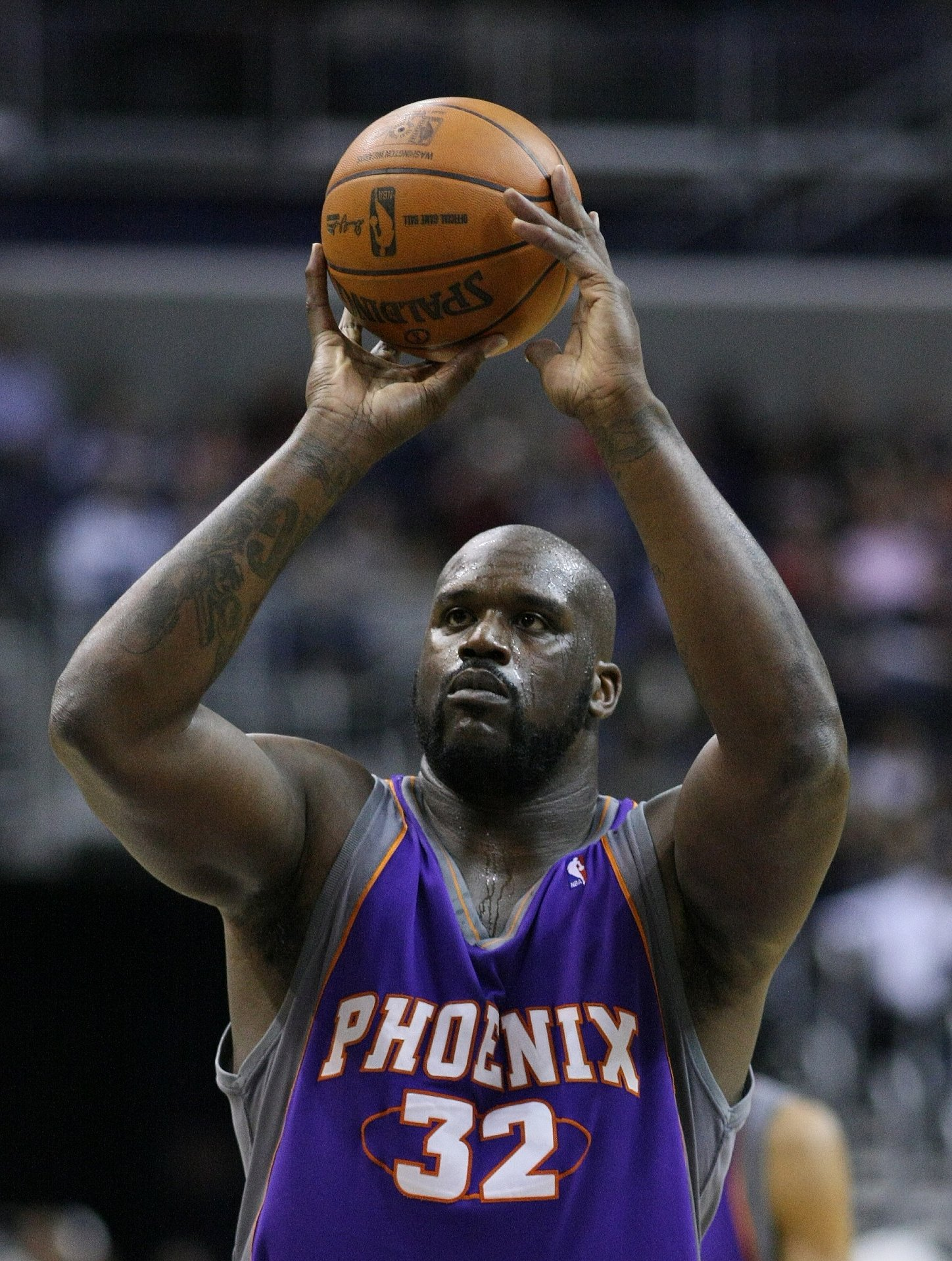
Shaquille O'Neal

### Membri della Basketball Hall of Fame
- Gail Goodrich (1968-1970)
- Jerry Colangelo (1968-2004)(introdotto come contributore)
- Connie Hawkins (1969-1973)
- Cotton Fitzsimmons (1970-1972, 1988-1992, 1996) (introdotto come contributore)
- Charlie Scott (1972-1975)
- Gus Johnson (1972)
- Paul Westphal (1975-1980, 1983-1984)
- Pat Riley (1975-1976) (introdotto come allenatore)
- Walter Davis (1977-1988)
- Dennis Johnson (1980-1983)
- Charles Barkley (1992-1996)
- Steve Nash (1996-1998, 2004-2012)
- Jason Kidd (1996-2001)
- Rick Welts (2002-2011) (introdotto come contributore)
- Grant Hill (2007-2012)
- Shaquille O'Neal (2008-2009)
- Vince Carter (2010-2011)

### Numeri ritirati
| Numeri ritirati Phoenix Suns |                    |       |                            |
| Num.                         | Giocatore          | Ruolo | Stagione/i                 |
| 5                            | Dick Van Arsdale   | G     | 1968–1977                  |
| 6                            | Walter Davis       | G     | 1977–1988                  |
| 7                            | Kevin Johnson      | G     | 1988–2000                  |
| 9                            | Dan Majerle        | F     | 1988–1995, 2001–2002       |
| 13                           | Steve Nash         | G     | 1996-1998, 2004-2012       |
| 24                           | Tom Chambers       | F     | 1988–1993                  |
| 31                           | Shawn Marion       | F     | 1999–2008                  |
| 32                           | Amar'e Stoudemire  | F     | 2002–2010                  |
| 331                          | Alvan Adams        | C     | 1975–1988                  |
| 34                           | Charles Barkley    | F     | 1992-1996                  |
| 42                           | Connie Hawkins     | F     | 1969–1973                  |
| 442                          | Paul Westphal      | G     | 1975–1980, 1983–1984       |
| 8323                         | Cotton Fitzsimmons | Coach | 1970–1972, 1988–1992, 1996 |

1 A Grant Hill, durante il suo periodo di militanza nei Suns, fu consentito di indossare la maglia col numero 33 nonostante fosse stata ritirata.

2 Anche come allenatore (1992–1996).

3 832 rappresenta il numero delle vittorie.

## Allenatori
| Legenda | Legenda                                                     |
| ------- | ----------------------------------------------------------- |
| PA      | Partite allenate                                            |
| V       | Vittorie                                                    |
| S       | Sconfitte                                                   |
| V%      | Percentuale di vittorie                                     |
|         | Ha trascorso l'intera sua carriera da allenatore con i Suns |
|         | Eletto nella Basketball Hall of Fame                        |

Note: Statistiche aggiornate a fine stagione 2024-2025.
| Phoenix Suns |                       |           |      |     |     |      |    |    |    |      |                                  |  |
| 1            | Red Kerr              | 1968–1969 | 120  | 31  | 89  | .258 | —  | —  | —  | —    |                                  |  |
| 2            | Jerry Colangelo       | 1969      | 44   | 24  | 20  | .545 | 7  | 3  | 4  | .429 |                                  |  |
| 3            | Cotton Fitzsimmons    | 1970–1971 | 164  | 97  | 67  | .591 | —  | —  | —  | —    |                                  |  |
| 4            | Butch van Breda Kolff | 1972      | 7    | 3   | 4   | .429 | —  | —  | —  | —    |                                  |  |
| —            | Jerry Colangelo       | 1972      | 75   | 35  | 40  | .467 | —  | —  | —  | —    |                                  |  |
| 5            | John MacLeod          | 1973–1986 | 1122 | 579 | 543 | .516 | 81 | 37 | 44 | .457 |                                  |  |
| 6            | Dick Van Arsdale      | 1986      | 26   | 14  | 12  | .538 | —  | —  | —  | —    |                                  |  |
| 7            | John Wetzel           | 1987–1988 | 82   | 28  | 54  | .341 | —  | —  | —  | —    |                                  |  |
| —            | Cotton Fitzsimmons    | 1988–1991 | 328  | 217 | 111 | .662 | 40 | 21 | 19 | .525 | 1988-89 Allenatore dell'anno NBA |  |
| 8            | Paul Westphal         | 1992–1995 | 279  | 191 | 88  | .685 | 44 | 25 | 19 | .568 |                                  |  |
| —            | Cotton Fitzsimmons    | 1995      | 49   | 27  | 22  | .551 | 4  | 1  | 3  | .250 |                                  |  |
| 9            | Danny Ainge           | 1996–1999 | 226  | 136 | 90  | .602 | 12 | 3  | 9  | .250 |                                  |  |
| 10           | Scott Skiles          | 1999–2001 | 195  | 116 | 79  | .595 | 13 | 5  | 8  | .385 |                                  |  |
| 11           | Frank Johnson         | 2001–2003 | 134  | 63  | 71  | .470 | 6  | 2  | 4  | .333 |                                  |  |
| 12           | Mike D'Antoni         | 2003–2007 | 389  | 253 | 136 | .650 | 51 | 26 | 25 | .510 | 2004-05 Allenatore dell'anno NBA |  |
| 13           | Terry Porter          | 2008      | 51   | 28  | 23  | .549 | —  | —  | —  | —    |                                  |  |
| 14           | Alvin Gentry          | 2008–2012 | 261  | 145 | 116 | .556 | 16 | 10 | 6  | .625 |                                  |  |
| 15           | Lindsey Hunter        | 2012      | 41   | 12  | 29  | .293 | —  | —  | —  | —    |                                  |  |
| 16           | Jeff Hornacek         | 2013–2016 | 213  | 101 | 112 | .474 | —  | —  | —  | —    |                                  |  |
| 17           | Earl Watson           | 2016–2017 | 118  | 33  | 85  | .280 | —  | —  | —  | —    |                                  |  |
| 18           | Jay Triano            | 2017–2018 | 79   | 21  | 58  | .266 | —  | —  | —  | —    |                                  |  |
| 19           | Igor Kokoškov         | 2018–2019 | 82   | 19  | 63  | .232 | —  | —  | —  | —    |                                  |  |
| 20           | Monty Williams        | 2019–2023 | 227  | 149 | 78  | .656 | 35 | 21 | 14 | .600 | 2021-22 Allenatore dell'anno NBA |  |
| 21           | Frank Vogel           | 2023–2024 | 82   | 49  | 33  | .598 | 4  | 0  | 4  | .000 |                                  |  |
| 22           | Mike Budenholzer      | 2024–2025 | 82   | 36  | 46  | .439 | —  | —  | —  | —    |                                  |  |

## Premi individuali
NBA Most Valuable Player Award
- Charles Barkley - 1993
- Steve Nash - 2005, 2006

NBA All-Star Game Most Valuable Player Award
- Shaquille O'Neal - 2009

NBA Rookie of the Year Award
- Alvan Adams - 1976
- Walter Davis - 1978
- Amar'e Stoudemire - 2003

NBA Sixth Man of the Year Award
- Eddie Johnson - 1989
- Danny Manning - 1998
- Rodney Rogers - 2000
- Leandro Barbosa - 2007

NBA Most Improved Player Award
- Kevin Johnson - 1989
- Boris Diaw - 2006
- Goran Dragić - 2014

NBA Coach of the Year Award
- Cotton Fitzsimmons - 1989
- Mike D'Antoni - 2005
- Monty Williams - 2022

NBA Executive of the Year Award (record)
- Jerry Colangelo - 1976, 1981, 1989, 1993
- Bryan Colangelo - 2005
- James Jones - 2021

NBA Slam Dunk Contest
- Larry Nance - 1984
- Cedric Ceballos - 1992

NBA Three-point Shootout
- Quentin Richardson - 2005
- Devin Booker - 2018

All-NBA First Team
- Connie Hawkins - 1970
- Paul Westphal - 1977, 1979, 1980
- Dennis Johnson - 1981
- Charles Barkley - 1993
- Jason Kidd - 1999, 2000, 2001
- Steve Nash - 2005, 2006, 2007
- Amar'e Stoudemire - 2007
- Devin Booker – 2022

All-NBA Second Team
- Paul Westphal - 1978
- Walter Davis - 1978, 1979
- Kevin Johnson - 1989, 1990, 1991, 1994
- Tom Chambers - 1989, 1990
- Charles Barkley - 1994, 1995
- Amar'e Stoudemire - 2005, 2008, 2010
- Steve Nash - 2008, 2010
- Chris Paul – 2021
- Kevin Durant – 2024

All-NBA Third Team
- Kevin Johnson - 1992
- Charles Barkley - 1996
- Stephon Marbury - 2003
- Shawn Marion - 2005, 2006
- Shaquille O'Neal - 2009
- Goran Dragić - 2014
- Chris Paul – 2022
- Devin Booker – 2024

NBA All-Defensive First Team
- Don Buse - 1978, 1979, 1980
- Dennis Johnson - 1981, 1982, 1983
- Jason Kidd - 1999, 2001
- Raja Bell - 2007
- Mikal Bridges - 2022

NBA All-Defensive Second Team
- Paul Silas - 1971, 1972
- Dick Van Arsdale - 1973
- Dan Majerle - 1991, 1993
- Jason Kidd - 2000
- Clifford Robinson - 2000
- Raja Bell - 2008

NBA All-Rookie First Team
- Gary Gregor - 1969
- Mike Bantom - 1974
- John Shumate - 1976
- Alvan Adams - 1976
- Ron Lee - 1977
- Walter Davis - 1978
- Armon Gilliam - 1988
- Michael Finley - 1996
- Amar'e Stoudemire - 2003
- Devin Booker - 2016
- Deandre Ayton - 2019

NBA All-Rookie Second Team
- Richard Dumas - 1993
- Wesley Person - 1995
- Shawn Marion - 2000
- Joe Johnson - 2002
- Marquese Chriss - 2017
- Josh Jackson - 2018

## Leader di franchigia
Grassetto: giocatore ancora attivo ai Suns. Corsivo: giocatore ancora attivo, non con i Suns.
Statistiche (regular season) aggiornati a fine stagione 22-23
| Punti segnati     | Punti segnati |
| Giocatore         | Punti         |
| ----------------- | ------------- |
| Walter Davis      | 15.666        |
| Alvan Adams       | 13.910        |
| Kevin Johnson     | 12.747        |
| Devin Booker      | 12.688        |
| Shawn Marion      | 12.134        |
| Dick Van Arsdale  | 12.060        |
| Amar'e Stoudemire | 11.035        |
| Steve Nash        | 10.712        |
| Paul Westphal     | 9.564         |
| Larry Nance       | 8.430         |
| Dan Majerle       | 8.034         |
| Tom Chambers      | 7.817         |
| Charles Barkley   | 6.556         |

| Minuti giocati    | Minuti giocati |
| Giocatore         | Minuti         |
| ----------------- | -------------- |
| Alvan Adams       | 27.203         |
| Shawn Marion      | 24.948         |
| Dick Van Arsdale  | 24.242         |
| Kevin Johnson     | 24.018         |
| Walter Davis      | 23.143         |
| Steve Nash        | 22.781         |
| Dan Majerle       | 19.409         |
| Amar'e Stoudemire | 17.686         |
| Larry Nance       | 15.731         |
| Devin Booker      | 15.141         |

| Rimbalzi presi    | Rimbalzi presi |
| Giocatore         | Rimbalzi       |
| ----------------- | -------------- |
| Alvan Adams       | 6.937          |
| Shawn Marion      | 6.616          |
| Amar'e Stoudemire | 4.613          |
| Larry Nance       | 3.791          |
| Neal Walk         | 3.637          |
| Mark West         | 3.241          |
| Charles Barkley   | 3.232          |
| Paul Silas        | 2.886          |
| Dan Majerle       | 2.823          |
| Connie Hawkins    | 2.806          |

| Assist effettuati | Assist effettuati |
| Giocatore         | Assist            |
| ----------------- | ----------------- |
| Steve Nash        | 6.997             |
| Kevin Johnson     | 6.518             |
| Alvan Adams       | 4.012             |
| Walter Davis      | 3.340             |
| Jason Kidd        | 3.011             |
| Jeff Hornacek     | 2.523             |
| Paul Westphal     | 2.429             |
| Dick Van Arsdale  | 2.396             |
| Devin Booker      | 2.084             |
| Jay Humphries     | 1.862             |
| Dan Majerle       | 1.824             |

| Palle recuperate | Palle recuperate |
| Giocatore        | Recuperi         |
| ---------------- | ---------------- |
| Alvan Adams      | 1.289            |
| Shawn Marion     | 1.245            |
| Walter Davis     | 1.040            |
| Kevin Johnson    | 1.022            |
| Dan Majerle      | 811              |
| Paul Westphal    | 753              |
| Jeff Hornacek    | 692              |
| Jason Kidd       | 655              |
| Larry Nance      | 516              |
| Steve Nash       | 511              |

| Stoppate effettuate | Stoppate effettuate |
| Giocatore           | Stoppate            |
| ------------------- | ------------------- |
| Larry Nance         | 940                 |
| Mark West           | 897                 |
| Shawn Marion        | 894                 |
| Alvan Adams         | 808                 |
| Amar'e Stoudemire   | 722                 |
| Andrew Lang         | 509                 |
| Alvin Scott         | 371                 |
| Alex Len'           | 344                 |
| Oliver Miller       | 336                 |
| Garfield Heard      | 303                 |